# 莫瑙恩湖

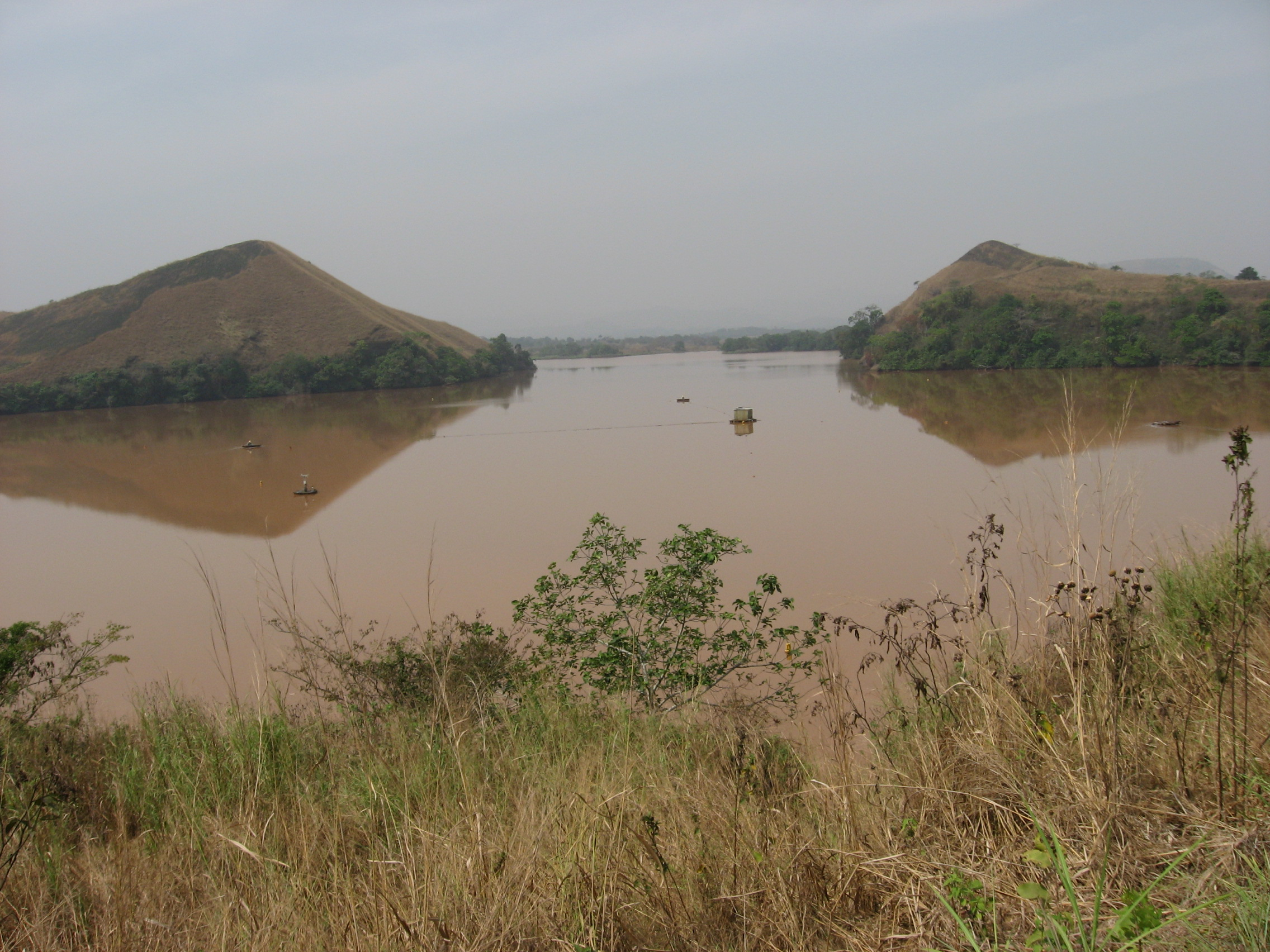
莫瑙恩湖

莫瑙恩湖（法語：Lac Monoun）是非洲中西部國家喀麥隆的湖泊，位於該國西部省，1984年8月15日，莫瑙恩湖發生湖底噴發，釋放大量二氧化碳，造成37人死亡，當局於2003年在湖中安裝抽氣裝置。

## 外部連結
- 尼奥斯湖和莫瑙恩湖脱气项目 （页面存档备份，存于）
- 喀麦隆的致命湖泊可能再次袭击 （页面存档备份，存于）
- 火山湖和气体释放 （页面存档备份，存于） -- Reports from the investigation of the disaster
- 英国广播公司（BBC）新闻2005年9月27日：需要对致命湖泊采取行动 （页面存档备份，存于）
- 湖沼灾难触发机制的启动机制 （页面存档备份，存于）—拉脱维亚研究Natalia Anatolyevna Solodovnik和Anatoly Borisovich Solodovnik